# بخش مونرو (شهرستان ریچلند، اوهایو)
بخش مونرو (به انگلیسی: Monroe Township) یک منطقهٔ مسکونی در ایالات متحده آمریکا است که در شهرستان ریچلند، اوهایو واقع شده‌است.
 بخش مونرو ۹۶٫۱ کیلومتر مربع مساحت و ۲٬۶۵۶ نفر جمعیت دارد و ۳۰۸ متر بالاتر از سطح دریا واقع شده‌است.